# 中国塩政史
中国塩政史（ちゅうごくえんせいし）

## 塩の産地
中国では、沿海部の海塩の産地は、次の5つの地域に大別される。
- 長蘆塩 - 河北省
- 山東塩 - 山東省
- 両淮塩 - 江蘇省(長江以北)
- 両浙塩 - 江蘇省(長江以南)・浙江省
- 福建塩 - 福建省
- 両広塩 - 広東省

また、内陸部で古来重要視されたのが、今日の山西省運城市に属する、解州の「解池」という塩湖である。
その他、内陸では、青海省・新疆ウイグル自治区・内モンゴル自治区などにも塩池が見られる。また、自貢市を中心とする四川省や雲南省には、濃い塩分を含む地下水をくみ上げる「塩井」があり、「井鹽」（井塩）という塩が生産されていた。

## 唐代以前の塩政
中国最古の王朝夏朝は、先述の洛陽の北西にある運城市に都城を築いた。この地は、塩を産出する解池を保有し、黄河に囲まれたことから水運と防衛にも適していたため、春秋戦国時代の晋や戦国時代の魏の首都ともされた。
漢代には、昭帝の始元6年（紀元前81年）に「塩鉄会議」が開かれ、御史大夫の桑弘羊が、塩鉄の専売などの経済政策を展開した。このことは『塩鉄論』に見ることが出来る。その後唐代まで、専売も何度か施行されたが、概ね施行されたのは収税法であり、製塩業者に課税するのが普通であった。
専売制を実行に移したのは塩鉄使の第五琦であり、乾元元年（758年）に塩法を改革した。その後、劉晏が塩鉄使となり、後世に多大な影響を与えた「劉晏の塩法」を始めた。その重点は、専売塩を塩商に販売し塩商の活動に任せるというもので、塩鉄使の管轄区域内では塩の運搬と販売を自由に行なわせる、というものである。
塩は生活必需品であり、代替品が存在しないため、いかに高額であろうとも買わずに済ます事ができない性質を持つ。それに加え、富裕層も貧窮層も塩の必要性には差が無いため、課税の逆進性が大きい。政府は財政難の際には、専売塩の価格を吊り上げという安易な手段の増税に走ったが、これは庶民を大いに苦しめる事となった。そうなると、専売塩より安く塩を密売して巨額の利益を上げる「塩賊」も出現した。政府は塩の密売に厳罰を課したが、取り締まりを強化するにも予算が必要であり、その予算を確保する為にさらに専売塩を値上げし、ますます塩賊が儲けるという悪循環に陥った。こうした塩賊の中でも、唐を崩壊させる「黄巣の乱」を起こした黄巣は有名である。

## 宋元時代の塩政
宋代は、唐制を踏襲し、塩鉄使が塩政を管轄した。元代は、宋制を踏襲した。通商法として塩引法が施行され、都転運塩使司が発売した塩引を、塩商人が産塩地で購入し、塩袋に付けて行塩地に向かった。

## 明代の塩政
明代の塩法も、宋・元以来の塩制を継承しており、官売法として戸口食塩法が用いられた。やはり、塩商人は、塩引の提示によって塩の支給を受け、それを決められた販塩地で販売するという形式が確立されていた。

## 清代の塩政
1894年、日本の帝国議会では清国の塩の価格が高いことを知った製塩業者の意向によって「清国に向ふ食塩輸出の建議案」が出されて成立した。ところが清国から帰国した調査団の報告書が逆に衝撃を与えた。それは清国の強力な専売制の元にある塩田と、江戸時代のままの製塩を行うところも少なくなかった日本の塩田では、技術力・生産量ともに清国の方が勝るというものであった。この報告で国内の製塩業界は、日本産塩の競争力の無さと外国産塩の流入の可能性に危機感を募らせ、1896年に大日本塩業協会の結成など官民挙げての塩業の近代化政策に踏み切らせることになった。

## 近代の塩政
中華民国時期、民国2年（1913年）にイギリス人のリチャード・ディーンを塩政顧問に迎え塩政改革がはかられた。塩税条例が発布されて税率が画一化され、製塩特許条例により製塩業者の規制を行った。また、私塩治罪法などによって私塩の取締りが強化され、塩税による税収は好転した。